# Zeitsystem
Als Zeitsysteme werden in Wissenschaft und Technik genau definierte Zeitskalen verstanden. Sie beruhen primär auf der Erdrotation oder der Erdbahn um die Sonne, können sich aber je nach Verwendungszweck in der zugrundeliegenden Zeiteinheit geringfügig unterscheiden.
Im Alltag wird der Begriff hingegen auch für relative Systeme verwendet, deren Nullpunkt je nach Anwendung willkürlich festgelegt wird – etwa für Arbeitsvorbereitung, Betriebssysteme, Software oder Schaltkreise. Die Zeitsysteme der Chronologie und Geologie wiederum gliedert man durch herausragende Ereignisse der Menschheits- und Erdgeschichte.

## Zeitsysteme in der Wissenschaft

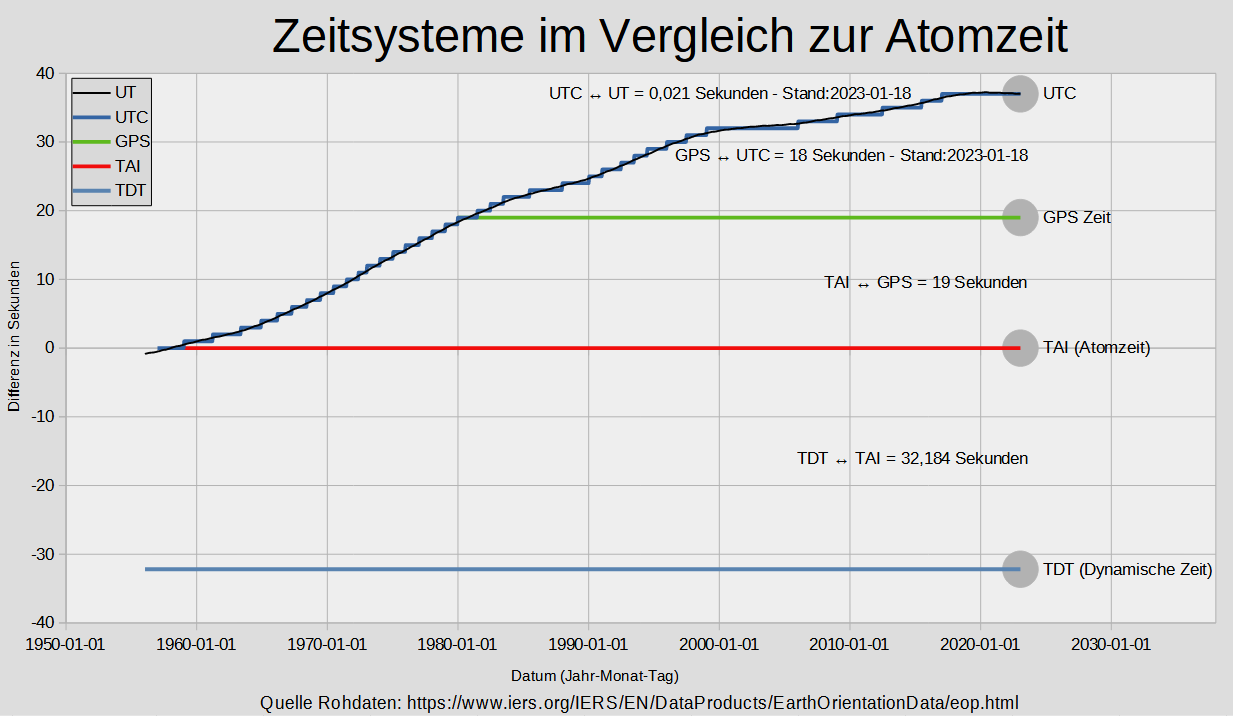
Zeitsysteme im Vergleich zur Atomzeit

In den Natur- und Geowissenschaften spielen präzise Zeitsysteme eine doppelte Rolle: einerseits als Basis verschiedener Messmethoden, u. a. zur Laufzeitmessung elektromagnetischer Wellen, für Positions- und für Bahnbestimmungen. Andererseits sind sie erforderlich, um die Orientierung der Erde im Raum, ihre Bewegung im Sonnensystem und ihre Formveränderungen zu beschreiben.
Jedes dieser Systeme stellt eine genau definierte Zeitskala oder eine zusammengehörige Gruppe solcher Skalen dar, auf die konkrete (gemessene oder berechnete) Zeitpunkte bezogen werden können. Diese Skalen bilden eine Art Maßstab der Zeitmessung und haben
- als Grundlage ein physikalisch-theoretisches Modell, das
- für die technische Anwendung genügend genau realisiert sein muss, beispielsweise durch Zeitsignalsender.
- Das wichtigste dieser Zeitsysteme ist jenes der Weltzeit (UT1 und UTC) und deren laufend publizierter Unterschied dUT1, sowie
- sein scharf zu definierender Zusammenhang mit Atom- und Sternzeit
- und die streng an die Atomzeit gekoppelte GPS-Zeit.

## Zeitsysteme in Technik und Alltag
Im Bereich der Technik und des Alltags werden ebenfalls die obigen Zeitskalen verwendet, insbesondere die Weltzeit und die jeweilige Zonenzeit (MEZ, MESZ usw.). Doch steht der Begriff „Zeitsystem“ auch für individuelle, relative Zeitskalen, die weniger scharf definiert und dem jeweiligen Zweck angepasst sind.
Als Zeiteinheit gilt die Sekunde. Im Gegensatz zu wissenschaftlichen Zeitsystemen ist jedoch der Nullpunkt der Zeitskala oft willkürlich festgesetzt oder dem jeweiligen technischen Prozess angepasst. Beispiele für solche Zeitsysteme sind:

### Exakte Zeitsysteme
- Interne Zeitskalen von Quarzuhren (summierte Zyklen des Schwingquarzes) oder anderen Taktgebern, etwa für elektronische Stoppuhren oder relative Zeitregistrierung
- Intervallzählern, etwa für Laufzeitmessung elektromagnetischer Wellen
- in der Computertechnik die Systemzeit, siehe auch PC-Betriebssystem

### Weichere Systeme
Im weiteren Sinn werden als „Zeitsysteme“ auch Mess- oder Steuerungssysteme bezeichnet, denen keine strengen Zeitskalen zugrunde liegen, wie etwa
- zeitbezogene Software für Dienstleistungs-Betriebe oder
- festgelegte Zeitmarken und vergleichende Rundenzeiten im Sport
- betriebsinterne Zeitsysteme für Produktions- und Arbeitsvorbereitung, für Vorgabezeiten oder für Stechuhren, siehe auch Time- und Electronic Organizer
- Zeit- und spezielle Uhrsysteme für betriebliches Arbeitszeitmanagement, beispielsweise für Kern- und flexible Dienstzeiten, für Vertrauensarbeitszeit usw.
- zeitliche Einordnung von Ereignissen in verteilten Computersystemen durch Logische Uhren.

## Chronologie in Geologie, Archäologie und Geschichtswissenschaft
- Die Chronologie in den Erdwissenschaften – insbesondere der Geologie – erfolgt anhand der Abfolge geologischer Schichten (Formationen) und paläontologischer Leitfossilien, siehe auch Stratigrafie.

- Die chronologische Einordnung in der Archäologie erfolgt oft über Gebrauchsgegenstände, Architektur, Waffen oder Schmuck.

- Die Geschichtswissenschaft analysiert Quellen um dann eine möglichst genaue chronologische Einordnung vorzunehmen. Da es sich oft um Texte handelt, kann eine Analyse des Kontextes mit interdisziplinären Methoden zur genaueren Begrenzung des Zeitfensters, hilfreich sein.

## Zeitdifferenz und Zeitskala
Kontinuierliche Zeitskalen als Grundlage aller Zeitsysteme können auch zur Bestimmung von Zeitdifferenzen dienen – zum Beispiel in Form von Laufzeiten, Rechenzeiten, Planung von Zeitbedarf und dergleichen. Zeitdifferenzen können aber auch unabhängig von Skalen gemessen werden – zum Beispiel mit mechanischen oder elektronischen Stoppuhren, mit einem Oszillator, einer Sanduhr oder auf dem Umweg über eine Geschwindigkeit.